# Star Life (Amérique latine)
Star Life Latinoamérica (Anciennement appelé Fox Life) est une chaîne de télévision éditée par le groupe Fox Networks Group (FNG),, qui diffuse des films, des documentaires et de nombreuses séries.

## Séries
- Dos Lunas
- Bones
- Metástasis
- Chasing Life